# Франкфурт – Людвігсгафен (етиленопровід)
Франкфурт – Людвігсгафен (етиленопровід) – трубопровід для транспортування етилену на заході Німеччини.
З середини 1960-х років у Людвігсгафені працювала велика установка парового крекінгу концерну BASF, доповнена в 1980-му ще більш потужним виробництвом. На той момент в Західній Європі вже почала формуватись мережа продуктопроводів – ARG, Весселінг – Франкфурт – яка пов’язувала численних виробників та споживачів етилену, а також надавала доступ до портів Нідерландів та Бельгії. З 1980-х до неї під’єднали і людвігсгафенський майданчик BASF, для чого спорудили етиленопровід довжиною 68 км з діаметром 250 мм.
В 2013-му ввели в експлуатацію новий проект Ethylen-Pipeline Sud, що перетворило етиленопровід від Франкфурту до Людвігсгафену на проміжну ланку системи, котра простягнулась від Північного моря до кордону з Австрією.